# جوایز انجمن کارگردانان آمریکا
جوایز انجمن کارگردانان آمریکا (به انگلیسی: Directors Guild of America Awards) سالانه توسط انجمن کارگردانان آمریکا به بهترین کارگردان فیلم اهدا می‌شود.

## برندگان - فیلم

### جایزه دستاوردهای یک عمر
(پیشتر جایزه دستاورد یک عمر دی. دبلیو. گریفیث)
- ۱۹۵۳: سیسیل بی. دمیل
- ۱۹۵۴: جان فورد
- ۱۹۵۵: بدون جایزه
- ۱۹۵۶: هنری کینگ
- ۱۹۵۷: کینگ ویدور
- ۱۹۵۸: بدون جایزه
- ۱۹۵۹: فرانک کاپرا
- ۱۹۶۰: جرج استیونز
- ۱۹۶۱: فرانک بورزیگی
- ۱۹۶۲–۱۹۶۵: بدون جایزه
- ۱۹۶۶: ویلیام وایلر
- ۱۹۶۷: بدون جایزه
- ۱۹۶۸: آلفرد هیچکاک
- ۱۹۶۹: بدون جایزه
- ۱۹۷۰: فرد زینمان
- ۱۹۷۱–۱۹۷۲: بدون جایزه
- ۱۹۷۳: ویلیام ولمن و دیوید لین
- ۱۹۷۴–۱۹۸۰: بدون جایزه
- ۱۹۸۱: جرج کیوکر
- ۱۹۸۲: روبن مامولیان
- ۱۹۸۳: جان هیوستون
- ۱۹۸۴: اورسن ولز
- ۱۹۸۵: بیلی وایلدر
- ۱۹۸۶: جوزف ال. منکیه‌ویچ
- ۱۹۸۷: الیا کازان
- ۱۹۸۸: رابرت وایز
- ۱۹۸۹: بدون جایزه
- ۱۹۹۰: اینگمار برگمان
- ۱۹۹۱: بدون جایزه
- ۱۹۹۲: آکیرا کوروساوا
- ۱۹۹۳: سیدنی لومت
- ۱۹۹۴: رابرت آلتمن
- ۱۹۹۵: جیمز آیووری
- ۱۹۹۶: وودی آلن
- ۱۹۹۷: استنلی کوبریک
- ۱۹۹۸: فرانسیس فورد کوپولا
- ۱۹۹۹: بدون جایزه
- ۲۰۰۰: استیون اسپیلبرگ
- ۲۰۰۱: بدون جایزه
- ۲۰۰۲: مارتین اسکورسیزی
- ۲۰۰۳: بدون جایزه
- ۲۰۰۴: مایک نیکولز
- ۲۰۰۵: بدون جایزه
- ۲۰۰۶: کلینت ایستوود
- ۲۰۰۷–۲۰۰۹: بدون جایزه
- ۲۰۱۰: نورمن جویسون
- ۲۰۱۱: آلیس گی-بلاش[۱]
- ۲۰۱۲: میلوش فورمن
- ۲۰۱۳–۲۰۱۵: بدون جایزه
- ۲۰۱۶: ریدلی اسکات

### دستاورد برجسته در فیلم بلند
- ۱۹۴۸: جوزف ال. منکیه‌ویچ – نامه‌ای به سه همسر ¿
- ۱۹۴۹: رابرت راسن – تمام مردان شاه ¿ **
- ۱۹۵۰: جوزف ال. منکیه‌ویچ – همه‌چیز درباره ایو † **
- ۱۹۵۱: جرج استیونز – مکانی در آفتاب †
- ۱۹۵۲: جان فورد – مرد آرام †
- ۱۹۵۳: فرد زینمان – از اینجا تا ابدیت † **
- ۱۹۵۴: الیا کازان – در بارانداز † **
- ۱۹۵۵: دلبرت من – مارتی † **
- ۱۹۵۶: جرج استیونز – غول †
- ۱۹۵۷: دیوید لین – پل رودخانه کوای † **
- ۱۹۵۸: وینسنت مینلی – ژی‌ژی † **
- ۱۹۵۹: ویلیام وایلر – بن هور † **
- ۱۹۶۰: بیلی وایلدر – آپارتمان † **
- ۱۹۶۱: رابرت وایز – داستان وست ساید † **
- ۱۹۶۲: دیوید لین – لورنس عربستان † **
- ۱۹۶۳: تونی ریچاردسون – تام جونز † **
- ۱۹۶۴: جرج کیوکر – بانوی زیبای من † **
- ۱۹۶۵: رابرت وایز – اشک‌ها و لبخندها † **
- ۱۹۶۶: فرد زینمان – مردی برای تمام فصول † **
- ۱۹۶۷: مایک نیکولز – فارغ‌التحصیل †
- ۱۹۶۸: آنتونی هاروی – شیر در زمستان ‡
- ۱۹۶۹: جان شلزینجر – کابوی نیمه‌شب † **
- ۱۹۷۰: فرانکلین جی. شافنر – پاتن † **
- ۱۹۷۱: ویلیام فریدکین – ارتباط فرانسوی † **
- ۱۹۷۲: فرانسیس فورد کوپولا – پدرخوانده ‡ **
- ۱۹۷۳: جرج روی هیل – نیش † **
- ۱۹۷۴: فرانسیس فورد کوپولا – پدرخوانده: قسمت دوم † **
- ۱۹۷۵: میلوش فورمن – دیوانه از قفس پرید † **
- ۱۹۷۶: جان جی. آویلدسن – راکی † **
- ۱۹۷۷: وودی آلن – آنی هال † **
- ۱۹۷۸: مایکل چیمینو – شکارچی گوزن † **
- ۱۹۷۹: رابرت بنتون – کریمر علیه کریمر † **
- ۱۹۸۰: رابرت ردفورد – مردم معمولی † **
- ۱۹۸۱: وارن بیتی – سرخ‌ها †
- ۱۹۸۲: ریچارد اتنبرا – گاندی † **
- ۱۹۸۳: جیمز ال. بروکس – شرایط مهرورزی † **
- ۱۹۸۴: میلوش فورمن – آمادئوس † **
- ۱۹۸۵: استیون اسپیلبرگ – رنگ ارغوانی §
- ۱۹۸۶: الیور استون – جوخه † **
- ۱۹۸۷: برناردو برتولوچی – آخرین امپراتور † **
- ۱۹۸۸: بری لوینسون – مرد بارانی † **
- ۱۹۸۹: الیور استون – متولد چهارم ژوئیه †
- ۱۹۹۰: کوین کاستنر – رقصنده با گرگ‌ها † **
- ۱۹۹۱: جاناتان دمی – سکوت بره‌ها † **
- ۱۹۹۲: کلینت ایستوود – نابخشوده † **
- ۱۹۹۳: استیون اسپیلبرگ – فهرست شیندلر † **
- ۱۹۹۴: رابرت زمکیس – فارست گامپ † **
- ۱۹۹۵: ران هاوارد – آپولو ۱۳ §
- ۱۹۹۶: آنتونی مینگلا – بیمار انگلیسی † **
- ۱۹۹۷: جیمز کامرون – تایتانیک † **
- ۱۹۹۸: استیون اسپیلبرگ – نجات سرباز رایان †
- ۱۹۹۹: سم مندس – زیبایی آمریکایی † **
- ۲۰۰۰: انگ لی – ببر خیزان، اژدهای پنهان ‡
- ۲۰۰۱: ران هاوارد – ذهن زیبا † **
- ۲۰۰۲: راب مارشال – شیکاگو ‡ **
- ۲۰۰۳: پیتر جکسون – بازگشت پادشاه † **
- ۲۰۰۴: کلینت ایستوود – دختر میلیون‌دلاری † **
- ۲۰۰۵: انگ لی – کوهستان بروکبک †
- ۲۰۰۶: مارتین اسکورسیزی – رفتگان † **
- ۲۰۰۷: برادران کوئن – جایی برای پیرمردها نیست † **
- ۲۰۰۸: دنی بویل – میلیونر زاغه‌نشین † **
- ۲۰۰۹: کاترین بیگلو – مهلکه † **
- ۲۰۱۰: تام هوپر – سخنرانی پادشاه † **
- ۲۰۱۱: میشل آزاناویسوس – آرتیست † **
- ۲۰۱۲: بن افلک – آرگو § **
- ۲۰۱۳: آلفونسو کوارون – جاذبه †
- ۲۰۱۴: الخاندرو گونسالس اینیاریتو – بردمن † **
- ۲۰۱۵: الخاندرو گونسالس اینیاریتو – بازگشته †
- ۲۰۱۶: دیمین شزل – لا لا لند †
- ۲۰۱۷: گی‌یرمو دل تورو – شکل آب † **

1. † – کارگردان برنده جایزه اسکار شد.
2. ‡ – کارگردان برنده جایزه اسکار نشد.
3. § – کارگردان آن سال نامزد جایزه اسکار نشد.
4. ** - فیلم همچنین برنده جایزه اسکار بهترین فیلم شد.
5. ¿ – در ابتدا، DGA از یک سال غیرتقویمی برای جایزه خود استفاده می‌کرد. هر دو فیلم در مسابقه بیست و دومین دوره جوایز اسکار برای سال ۱۹۴۹، و هر دو کارگردان نامزد شدند جایزه اسکار بهترین کارگردانی; جوزف ال. منکیه‌ویچ برنده. تمام مردان شاه برنده جایزه اسکار بهترین فیلم; رابرت راسن's DGA تا بعد از اسکار اعطا نشد. (با شروع جایزه ۱۹۵۱ در سال ۱۹۵۲، DGA همیشه قبل از اسکار اعطا می‌شد)

### دستاورد برجسته در مستند
- ۱۹۹۱: باربارا کاپل – رؤیای آمریکایی
- ۱۹۹۲: جو برلینگر و بروس سینوفسکی – نگهبان برادر
- ۱۹۹۳: تری زوایگف – Crumb
- ۱۹۹۴: استیو جیمز – حلقه رؤیاها
- ۱۹۹۵: بدون جایزه
- ۱۹۹۶: آل پاچینو – در جستجوی ریچارد
- ۱۹۹۷: مایکل اویس و لکسی لاول – سوار بر ریل
- ۱۹۹۸: Jerry Blumenthal, Peter Gilbert, and Gordon Quinn – Vietnam, Long Time Coming
- ۱۹۹۹: Nanette Burstein و Brett Morgen – On the Ropes
- ۲۰۰۰: چاک براورمن – بوت کمپ دبیرستان
- ۲۰۰۱: کریس هگدوس و جیهان نجیم – Startup.com
- ۲۰۰۲: تاشا اولدهام – خانواده اسمیت
- ۲۰۰۳: ناتانیل کان – معمار من
- ۲۰۰۴: بیامباسورن داوا و لوئیجی فالورنی – داستان شتر گریان
- ۲۰۰۵: ورنر هرتسوک – مرد گریزلی
- ۲۰۰۶: آروناس ماتلیس – قبل از پرواز به زمین
- ۲۰۰۷: Asger Leth – Ghosts of Cité Soleil
- ۲۰۰۸: آری فولمن – والس با بشیر
- ۲۰۰۹: لویی سیهویوس – خلیج کوچک
- ۲۰۱۰: چارلز فرگوسن – سوءاستفاده از جایگاه
- ۲۰۱۱: جیمز مارش – پروژه نیم
- ۲۰۱۲: مالک بنجلول – در جستجوی شوگرمن
- ۲۰۱۳: جیهان نجیم – میدان
- ۲۰۱۴: لورا پویترس – شهروندچهار
- ۲۰۱۵: متیو هاینمن – سرزمین کارتل
- ۲۰۱۶: ازرا ادلمن – او.جی.: ساخت آمریکا
- ۲۰۱۷: متیو هاینمن – شهر ارواح

### دستاورد برجسته در اولین بار فیلم بلند
- ۲۰۱۵: الکس گارلند – اکس‌مشینا
- ۲۰۱۶: گارث دیویس – شیر
- ۲۰۱۷: جوردن پیل – برو بیرون